# Kloster Ballinrobe

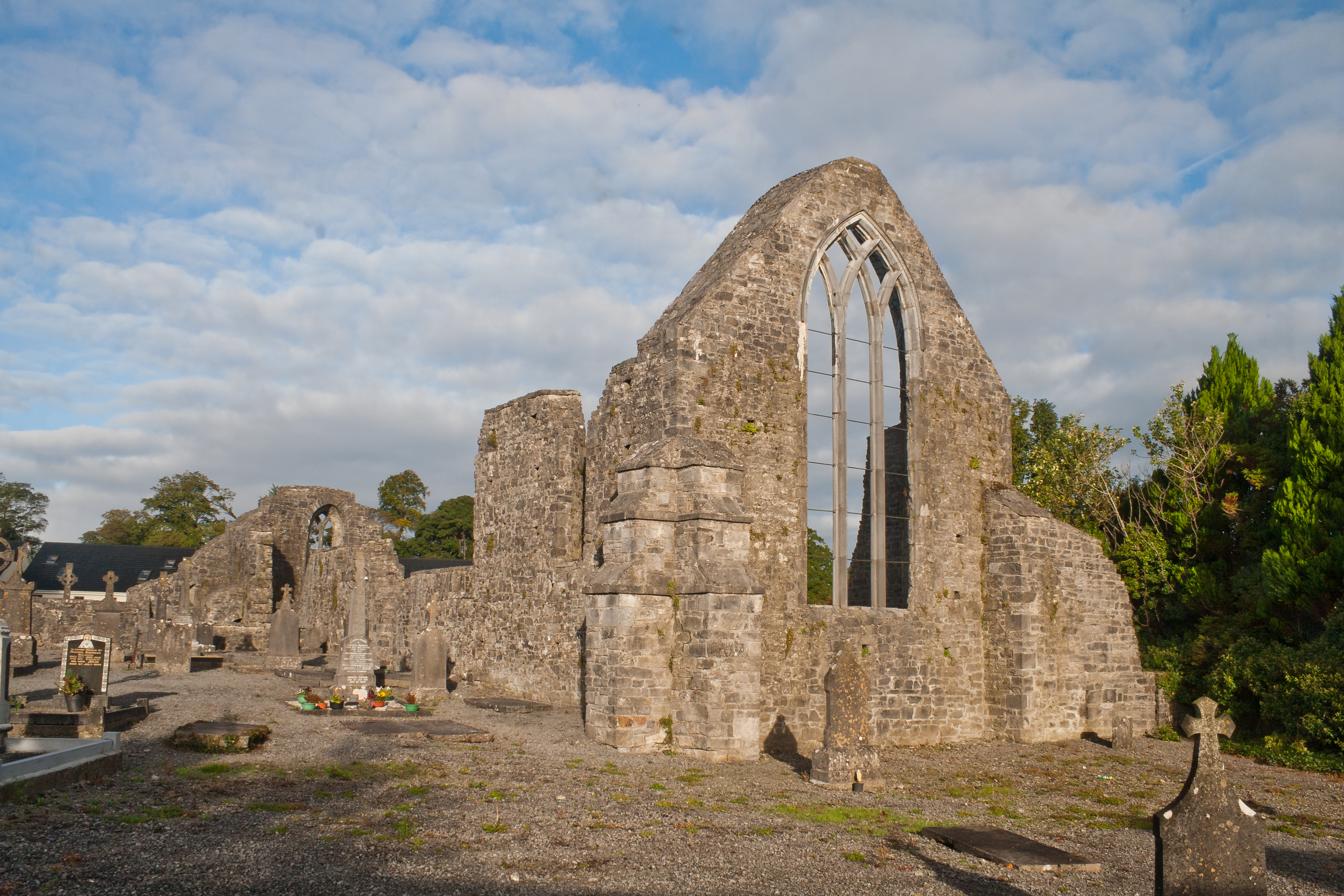
Südostansicht der Klosterruine mit dem Chorfenster

Das Kloster Ballinrobe (englisch Ballinrobe Priory) im Ort Ballinrobe (irisch Baile an Róba) im County Mayo wurde um 1312 als ein der Jungfrau Maria geweihtes Priorat der augustinischen Brüder in der Erzdiözese Tuam in Irland gegründet und war das erste Haus des Ordens in Connacht. Das Kloster wurde um 1584 im Zuge der Reformation aufgehoben, aber Augustinerbrüder waren nach der Rebellion von 1641 wieder vor Ort für einige Zeit präsent.

## Geschichte
Die Gründung erfolgte wahrscheinlich durch Elizabeth de Clare, Enkelin des englischen Königs Eduard I., die 1308 John de Burgo geheiratet hatte, der von seinem Vater und Earl von Ulster, Richard de Burgo, das Gebiet um Lough Mask einschließlich Ballinrobe als Lehen erhielt. Elizabeth und ihre Familie waren bereits in England mit dem Orden in Verbindung, so dass es nahe lag, ein Kloster der Augustiner auch in Ballinrobe zu gründen. Das Kloster wurde aber nur ein Vierteljahrhundert später Zeuge der verschwindenden englischen Vorherrschaft in Connacht. 1338 wurde Edmund de Burgo, ebenfalls ein Sohn Richard de Burgos, im Kloster von seinem Cousin, Edmund Albanach de Burgo, der sich den Iren angeschlossen hatte, gefangen genommen und auf eine Insel im Lough Mask verbracht. Obwohl bereits laufende Verhandlungen über eine Freilassung unter Vermittlung durch den Erzbischof von Tuam, Máel Sechlainn Mac Áeda, erfolgten, wurde der Gefangene in einen Sack mit Gewichten gesteckt und im See versenkt. Seitdem war das Kloster mit dem irischen Zweig der Familie verbunden. Da im 15. Jahrhundert die Gebäude bereits reparaturbedürftig waren, wurde 1400 und 1431 ein Ablass gewährt.

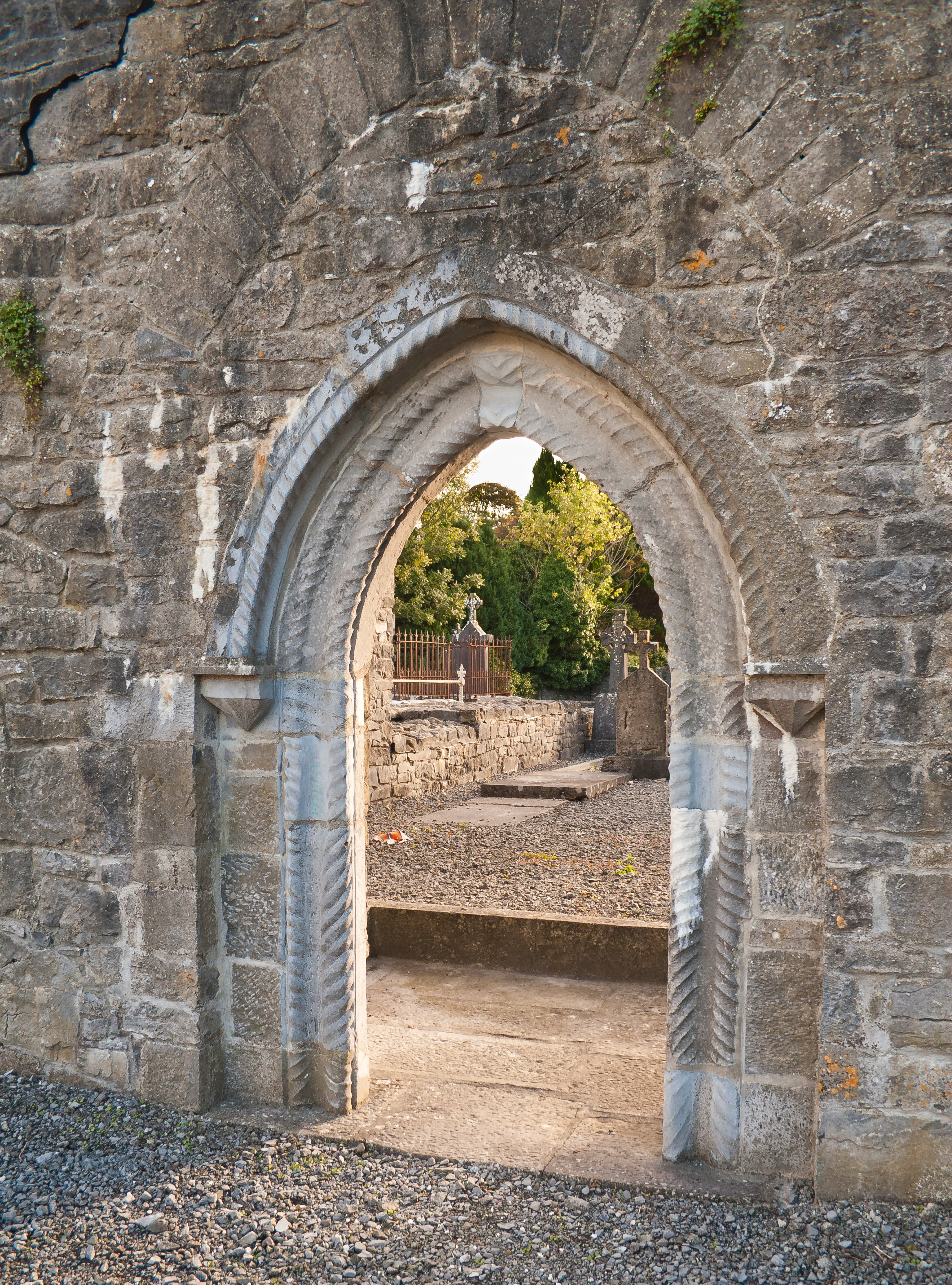
In den 1990er-Jahren restauriertes Westportal

Ein aus dem Kloster Ardnaree stammender Bruder namens Richard Madden erhielt im März 1423 einen Dispens von den Auflagen des religiösen Lebens. Ein Jahr später wurde jedoch der Prior, Bernard de Burgo, angewiesen, die von Madden missbrauchten Privilegien wieder aufzuheben. Martin vermutet, dass Vorfälle wie dieser die Einführung der Observanzbewegung in Connacht durch das 1423 gegründete Kloster Banada erleichtert haben.
Aus einem Bericht des Generalpriors aus dem Jahr 1542 geht hervor, dass zunächst sieben Häuser der Augustiner trotz der Reformation weiter bestanden. Dazu gehörte auch Ballinrobe. In einem englischen Regierungsbericht von 1574 heißt es, dass Ballinrobe entweder den Rebellen oder den Brüdern gehöre und die Krone keinen Zugriff habe. 1584 wurde dennoch das Kloster aufgehoben und eine Begutachtung durchgeführt, die etwa 30 Acre Land vorfand. Nach der Rebellion von 1641 gelang es den Brüdern jedoch, wieder zu dem Kloster zurückzukehren.
Die Ruinen des Klosters wurden 1990–1994 Restaurierungsarbeiten unterzogen, die von der Lough Mask & Lough Carra Tourist Development Association und der Foras Áiseanna Saothair (irische Arbeitsagentur) getragen wurden. Bei diesen Arbeiten wurden insbesondere das mit gotischen Maßwerk versehene Ostfenster und das Westportal wiederhergestellt. Im Britischen Museum ist ein silbernes Siegel des Klosters erhalten mit den Inschriften SIGULLUM CONVENT ORDIS: ERMITT.S.AUG.J. und BALENROB, die eine Darstellung des Herz Jesu einrahmen.